# أسطول غواصات يو الخامس
الأسطول الخامس (الألمانية 5. كان Unterseebootsflottille)، المعروف أيضا باسم Emsmann Flotilla، كانت الوحدة الخامسة المشغلة لغواصات يو-بوت في ألمانيا النازية لبحريتها كريغسمرين. خلال الحرب العالمية الثانية.
تشكل الأسطول في ديسمبر عام 1938 في مدينة كيل تحت قيادة كورفيتنكابيتن هانز رودولف روسينج. قائد الغواصة خلال الحرب العالمية الأولى، والذي توفي في 28 أكتوبر 1918 بعد أن غرقت غواصته يو بي-116 بواسطة لغم بحري. تم حل الأسطول في يناير 1940 وتم نقل جميع القوارب إلى الأسطول الأول.

## قادة الأسطول
| المدة الزمنية             | قائد                                              |
| ------------------------- | ------------------------------------------------- |
| ديسمبر 1938 - ديسمبر 1939 | Korvettenkapitän هانس رودولف روسينغ               |
| يونيو 1941 - أغسطس 1942   | Kapitänleutnant كارلهاينز هاينز مييل              |
| سبتمبر - نوفمبر 1942      | Korvettenkapitän هانز Pauckstadt ( الموالية تيم ) |
| نوفمبر 1942 - سبتمبر 1943 | Korvettenkapitän كارلهاينز هاينز مييل             |
| سبتمبر 1943 - أكتوبر 1943 | Kapitänleutnant جوست ميتزلر (للمحترفين)           |
| أكتوبر 1943 - مايو 1945   | Korvettenkapitän كارلهاينز هاينز مييل             |